# Чуниці
Чуниці (рос. Чуницы) — присілок у Лодєйнопольському районі Ленінградської області Російської Федерації.
Населення становить 5 осіб. Належить до муніципального утворення Альоховщинське сільське поселення.

## Історія
Згідно із законом від 20 вересня 2004 року № 63-оз належить до муніципального утворення Альоховщинське сільське поселення.

## Населення
| 1838 | 1862 | 1939 | 1958 | 1997 | 2007 | 2010 |
| ---- | ---- | ---- | ---- | ---- | ---- | ---- |
| 57   | ↗64  | ↗103 | ↘26  | ↘7   | ↗10  | ↘6   |
| 2014 | 2015 | 2016 |      |      |      |      |
| →6   | ↘5   | →5   |      |      |      |      |